# Tmesisternus ziczac
Tmesisternus ziczac là một loài bọ cánh cứng trong họ Cerambycidae.